# (2939) Coconino
(2939) Coconino es un asteroide perteneciente al cinturón de asteroides, descubierto el 21 de febrero de 1982 por Edward Bowell desde la Estación Anderson Mesa (condado de Coconino, cerca de Flagstaff, Arizona, Estados Unidos).

## Designación y nombre
Fue designado provisionalmente como 1982 DP. Su nombre es un homenaje al condado de Coconino, Arizona, sitio donde se encuentra la Estación Anderson Mesa.